# Tjuringa

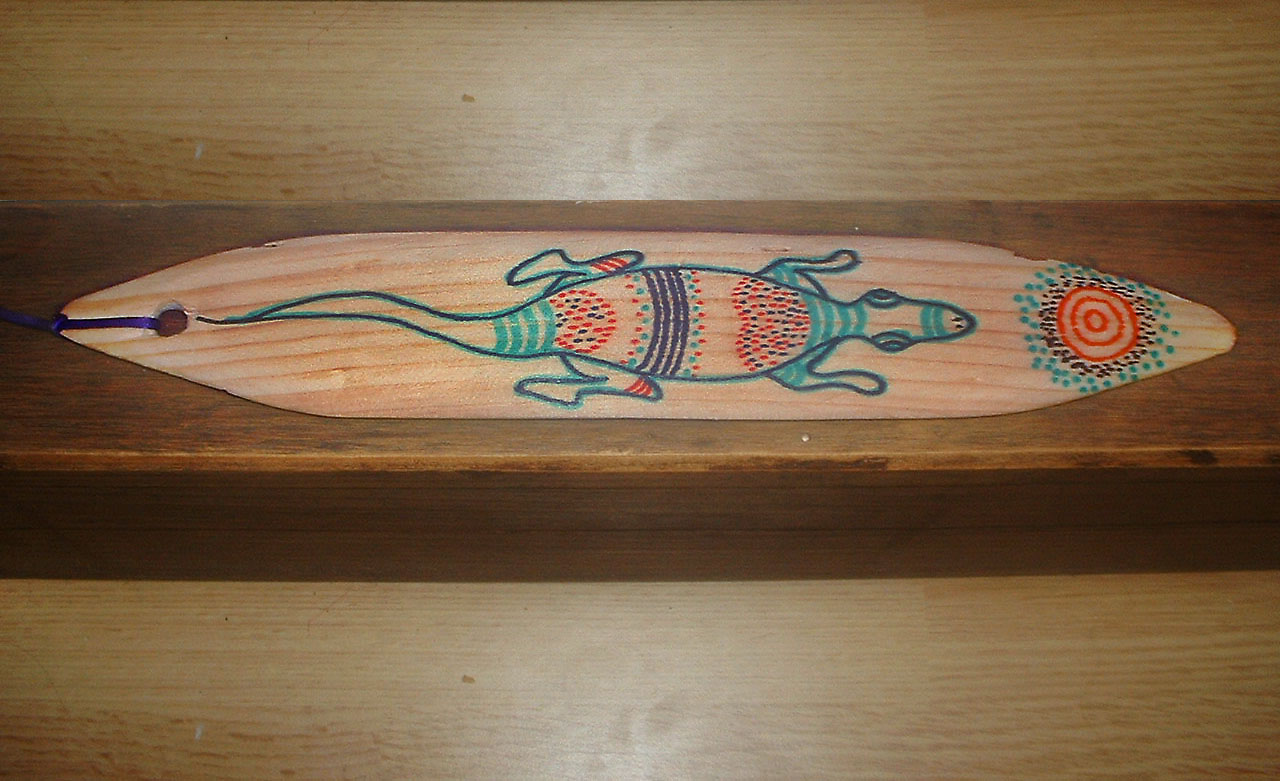
Ein Tjurunga aus Holz, hergestellt für touristische Verkäufe

Ein Tjurunga oder Churinga, Tjuringa ist ein Gegenstand mit religiöser Bedeutung für die zentralaustralischen Ureinwohner der Arandicgruppen und einiger umliegenden Stämme. Tjurunga hatte oft eine weite und unbestimmte Bedeutung, denn der Begriff umfasste nach Strehlow heilige Zeremonien, Stein- und Holzobjekte, Schwirrgeräte, Bodenzeichnungen, zeremonielle Pfähle, zeremoniellen Kopfschmuck, Gesänge und Erdhügel.

## Bedeutung
Verallgemeinernd bezeichnet Tjurunga heilige Steine oder Hölzer. Die Gegenstände sind längliche Steine und Hölzer, die teils poliert bzw. glatt oder ornamentiert sind. Einige dieser Gegenstände sind mit Haaren oder Bändern geflochten und wurden von Europäern Schwirrgeräte genannt. Auf jedem Tjurunga befindet sich ein Totem der Gruppe, der es gehört. Tjurunga sind in den okkulten Vorstellungen heilig und es ist nur einigen wenigen Auserwählten erlaubt, sie zu betrachten. Es wird als Sakrileg betrachtet, ein Bild davon zu fertigen. Émile Durkheim nimmt an, dass der Name Tjurunga normalerweise ein Hauptwort ist, aber auch als Adjektiv benutzt werden kann in der Bedeutung von „heilig“. 
Der Terminus Tjurunga wurde von Theodore Strehlow in etwa übersetzt mit etwas Ähnlichem wie „geheim“, „persönlich“.  Hierbei bedeutet Tju verborgen, geheim und runga persönlich. H. Kempe argumentiert gegen diese Übersetzung und meint, Tju bedeute groß, mächtig oder heilig und dass runga nicht mit persönlichen Eigentum übersetzt werden könne.

## Eigentum
Das Eigentum an heiligen Tjurunga unter den Arrernte, Luritja, Kaitish, den Unmatjera und den Illpirra wurde überwiegend bestimmt durch den Ort des Erhalts eines jeden einzelnen Mitglieds eines patrilinearen Clans. Sie gehören einzelnen oder Gruppen mit den dazugehörigen Legenden, Gesängen und Zeremonien. Weil diese Relikte als dermaßen heilig angesehen werden, ist ihre Verfügbarkeit auf wenige Personen beschränkt. Vor und während des frühen 20. Jahrhunderts war es nur initiierten Männer erlaubt, die heiligen Objekte zu sehen oder zu berühren. Frauen und nicht initiierten Männern war es nicht erlaubt, sie zu berühren oder zu sehen, außer aus großer Entfernung. Die Tjurunga wurden vom Rest des Clans an einem heiligen Ort geheim aufbewahrt, der ebenfalls nicht für Nichtinitiierte und Frauen erreichbar war.
Während einige Wissenschaftler, wie z. B. Theodore Strehlow, vorgeschlagen haben, dass diese Relikte zu dem wenigen Eigentum gehören, das legitim von Individuen in Zentralaustralien besessen werden durfte, verfechten Durkheim und Kempe die Auffassung, dass die Tjurunga nicht von einem Individuum besessen werden können. So schreibt z. B. Durkheim: „Was die Bedeutung des Wortes runga angeht, so scheint diese zweifelhaft. Die Zeremonien des Großen Emus gehören allen Mitgliedern des Clans mit dem Großen Emu als Totem; alle können an ihnen teilhaben; sie sind nicht der persönliche Besitz irgendeines Mitglieds.“

## Religiöse Aspekte
In vielen Mythen wird gesagt, dass die Ahnen selbst Tjurunga benutzt haben und sie sicher aufbewahrten als ihren wertvollsten Besitz. Solche Mythen betonen die lebenserhaltenden magischen Eigenschaften dieser Tjurunga. Die Vorväter betrachteten ihr Tjurunga als Teil ihres eigenen Seins und waren stets besorgt, dass Fremde es seines wahren Inhalts berauben könnten. Entsprechend gibt es zahlreiche Geschichten über Diebstahl und Raub, die eine äußerst grausame Rache nach sich ziehen. Tjurunga wurden als mit magischen Eigenschaften ausgestattet angesehen. Sie wurden auf dem Körper gerieben, um ihre Heiligkeit zu übertragen und Wunden zu heilen. Während ein Tjurunga nützlich für das Individuum war, wurde das kollektive Schicksal des Clans als mit dem Gegenstand verknüpft betrachtet. Nicht zuletzt war es das Totem, das dafür sorgte, dass die Gruppe durch das Tjurunga zu sich selbst fand.
Der Erwerb ausreichenden Wissens, das zum Besitz persönlicher Tjurunga führte, war langwierig, schwierig und manchmal extrem schmerzhaft. Praktiken unterschieden sich zwischen verschiedenen Gruppen. Theodore Strehlow schreibt, wie die Männer der Nord-, Süd- und West-Arrernte-Gruppen nach ihrer letzten Initiationsstufe sich über mehrere Jahre bewähren mussten.

## Zeremonielle Bedeutung
Die Tjurunga waren sichtbare Verkörperungen einiger Teile der Fruchtbarkeit der Großahnen des jeweiligen Totems. Der Körper der Ahnen ändert sich in einer Transmutation in etwas, das Zeit, Veränderung und Verfall überstehen wird. In den Vorstellungen der Aborigines wurden Stein-Tjurunga von ihren Vorvätern selbst hergestellt. Holz-Tjurunga, gefertigt von den alten Männern, sind symbolisch für das tatsächliche Tjurunga, das „nicht gefunden werden kann“. Die von „Menschen hergestellten“ Tjurunga wurden ohne jegliche Vorbehalt als heilige Objekte akzeptiert. 
Ein junger Mann kann seinen Tjurunga-Körper im Alter von 25 Jahren erhalten und 35 bis 45 Jahre alt sein ehe die allerheiligsten Gesänge und die Zeremonien, die damit verbunden sind, auch in seinen Besitz übergehen. Je älter er wird und je mehr er beweist, dass er es wert ist das Tjurunga zu besitzen, desto mehr erhält er einen stetig wachsenden Anteil an dem Tjurunga, das seinem eigenen Totemclan gehört. Unter bestimmten Umständen kann er Mitglied der Versammlung der Zeremonienmeister werden, welche die verehrten Treuhänder der alten Traditionen des gesamten Clans sind.
Im Jahre 1933 bemerkte Strehlow, dass die jungen Männer, die nach der Ankunft der Weißen in Zentralaustralien von den fremden Eindringlingen angestellt wurden, sehr genau von den alten Männern ihrer Gruppen beobachtet wurden. In vielen Fällen wurden keine Zeremonien oder Gesänge an die unwürdige jüngere Generation übergeben, es sei denn, dass die jungen Männer überaus großzügige Geschenke an ihre Älteren machten. Mit dem Tode der alten Männer gerieten diese Gesänge und Zeremonien in Vergessenheit.

## Erwerb des Wissens
Die alten Männer beobachten das Verhalten eines jungen Mannes. Er muss voller Respekt gegenüber den Älteren sein, er muss ihre Ratschläge in allen Dingen befolgen. Er wird den Wert von Schweigen in zeremoniellen Angelegenheiten kennen: keine Beschreibung seiner vergangenen Erfahrungen darf geäußert werden in Anwesenheit von Frauen und Kindern. Seine eigene Hochzeit musste mit den Gesetzen der Gruppe übereinstimmen. Ist dies alles der Fall, werden ihn eines Tages die alten Männer, die in einem Kreis sitzen, auffordern in ihrer Mitte Platz zu nehmen, um mit dem Singen anzufangen. Ein Ältester erzählte Strehlow:
"Der Älteste nahm meine Hand; sie stimmten in den Gesangsvers ein:
Mit wilden Augen, mit glühenden Augen, ergreifen sie den Daumen;

Mit wilden Augen, mit glühenden Augen, reißen sie den Nagel ab.
Ein Ältester stellte einen scharfen Känguruknochen (Ntjala) her. Er stach meinen Daumen damit, stieß den Knochen tief unter den Fingernagel. Er zog die Spitze heraus, die anderen sangen weiter. Er stieß die Spitze unter den Nagel an einer anderen Stelle und lockerte allmählich den Fingernagel und alles war voller Blut. Ich schrie vor Schmerz; die Qualen waren unerträglich. Ich habe es nicht vergessen: der Schmerz war nicht gering; er war außerordentlich groß. Als der Nagel gelöst war, nahm er einen scharfen Opossumzahn, stach ihn ins lebende Fleisch durch die Basis den Daumennagels und zog den Nagel von hinten ab. Blut spritzte über seine Hand. Der Mann sang:
Sie reißen den Nagel ab, sie reißen den Nagel ab;
 
Blut fließt wie ein Fluss, eilt wie ein Fluss.
Dann nahmen sie meine linke Hand und entfernten den Daumennagel in gleicher Weise.
Heutzutage machen wir große Zugeständnisse an junge Männer in unserer Gruppe. Wir ziehen ihnen nicht mehr die Fingernägel raus. Der Preis ist zu hoch, wir geben ihnen die Tjurunga zu geringeren Kosten. Abgesehen davon sind die heutigen jungen Männer der gegenwärtigen Generation nicht mehr hart genug derartige Schmerzen auszuhalten."

## Beziehung zur Geschichtsforschung
Die heiligen Relikte waren von hohem Interesse für die frühen europäischen Anthropologen und Soziologen, die die Natur von Totemreligionen untersuchten. Forscher wie Walter Baldwin Spencer, Francis James Gillen, Theodore Strehlow, H. Kempe und Émile Durkheim studierten die Tjurunga. Durkheim diskutierte die Natur der Tjurunga in seiner Seminararbeit Die elementaren Formen des religiösen Lebens und betrachtete die Tjurunga als einen Archetypus eines heiligen Gegenstandes.